# Mleczak
Mleczak – w pełni dojrzały do rozrodu samiec ryby z mleczem (nasieniem w postaci mleczka). Gotowy do odbycia tarła  z  ikrzycą (ikrzak).